# 堺市立美木多小学校
堺市立美木多小学校（さかいしりつ みきた しょうがっこう）は、大阪府堺市南区にある公立小学校。
旧泉北郡美木多村の旧村地区と、泉北ニュータウン光明池地区の鴨谷台を校区とする。

## 沿革
明治時代初期の1872年に美多弥（みたみ）神社境内に設置された郷学校を起源としている。
学制発布などを経て、1874年10月15日に第三大学区堺県管内第十七番中学区第十六番小学校（堺県泉州第十六番小学校）となった。学校沿革史では、第十六番小学校の発足をもって学校創立としている。
その後学校制度の改編などにより上村尋常小学校となり、さらに1900年に美木多尋常小学校と改称した。1913年には高等科を併設した。
1941年には国民学校令により、美木多国民学校と称した。太平洋戦争の影響で、堺市中心部の国民学校児童に1945年春以降学童疎開が指示されたことに伴い、美木多国民学校では1945年4月26日 より堺市錦国民学校（現在の堺市立錦小学校）からの集団疎開を受け入れた。
1947年の学制改革により、美木多村立小学校となった。美木多村は1956年9月30日に泉北郡福泉町に編入された。これに伴い福泉町立第三小学校に改称し、美木多の校名は一度消滅している。
福泉町は1961年3月1日に堺市に編入された。編入の際に堺市立美木多小学校に改称し、美木多の校名が復帰している。
かつて学校は旧村部にあったが、泉北ニュータウンの開発に伴い1975年にニュータウン内の現在地に移転している。泉北ニュータウンの小中学校はニュータウン開発に伴って新設されたものが大半であるが、旧村部にあった学校を移転の上継承しているという数少ないケースでもある。

### 年表
- 1872年 - 美多弥神社境内に郷学校を設置。
- 1873年 - 堺県泉州第十五番小学校分校となる。
- 1874年10月15日 - 第三大学区堺県管内第十七番中学区第十六番小学校（堺県泉州第十六番小学校）として開校。
- 1875年2月 - 大鳥郡上村小学校と改称。
- 1887年 - 大鳥郡上村尋常小学校に改称。
- 1888年 - 大鳥郡上村簡易小学校に改編。
- 1893年 - 大鳥郡上村尋常小学校に再改編。
- 1896年4月1日 - 郡の合併に伴い、泉北郡上村尋常小学校と称する。
- 1900年 - 泉北郡美木多尋常小学校に改称。
- 1913年 - 高等科を設置。泉北郡美木多尋常高等小学校に改称。
- 1941年 - 国民学校令により、泉北郡美木多国民学校に改称。
- 1947年4月1日 - 学制改革により、美木多村立小学校に改称。
- 1956年9月30日 - 美木多村が福泉町に編入されたことに伴い、福泉町立第三小学校に改称。
- 1960年 - 完全給食を開始。
- 1961年3月1日 - 福泉町が堺市に編入されたことに伴い、堺市立美木多小学校に改称。
- 1965年 - 標準服を制定。
- 1975年 - 堺市檜尾3055番地（現在地）に移転。

## 通学区域
- 堺市南区 大森、別所、鴨谷台の全域。
- 堺市南区 檜尾、美木多上のそれぞれ一部。

卒業生は堺市立美木多中学校に進学する。

## 出身者
- BES - レゲエ歌手

## 交通
- 南海 光明池駅から徒歩15分、もしくは5番乗り場城山台回りで美木多中学校前下車。